# Tachina albidopilosa
Tachina albidopilosa là một loài ruồi trong họ Tachinidae.